# Лавові тунелі

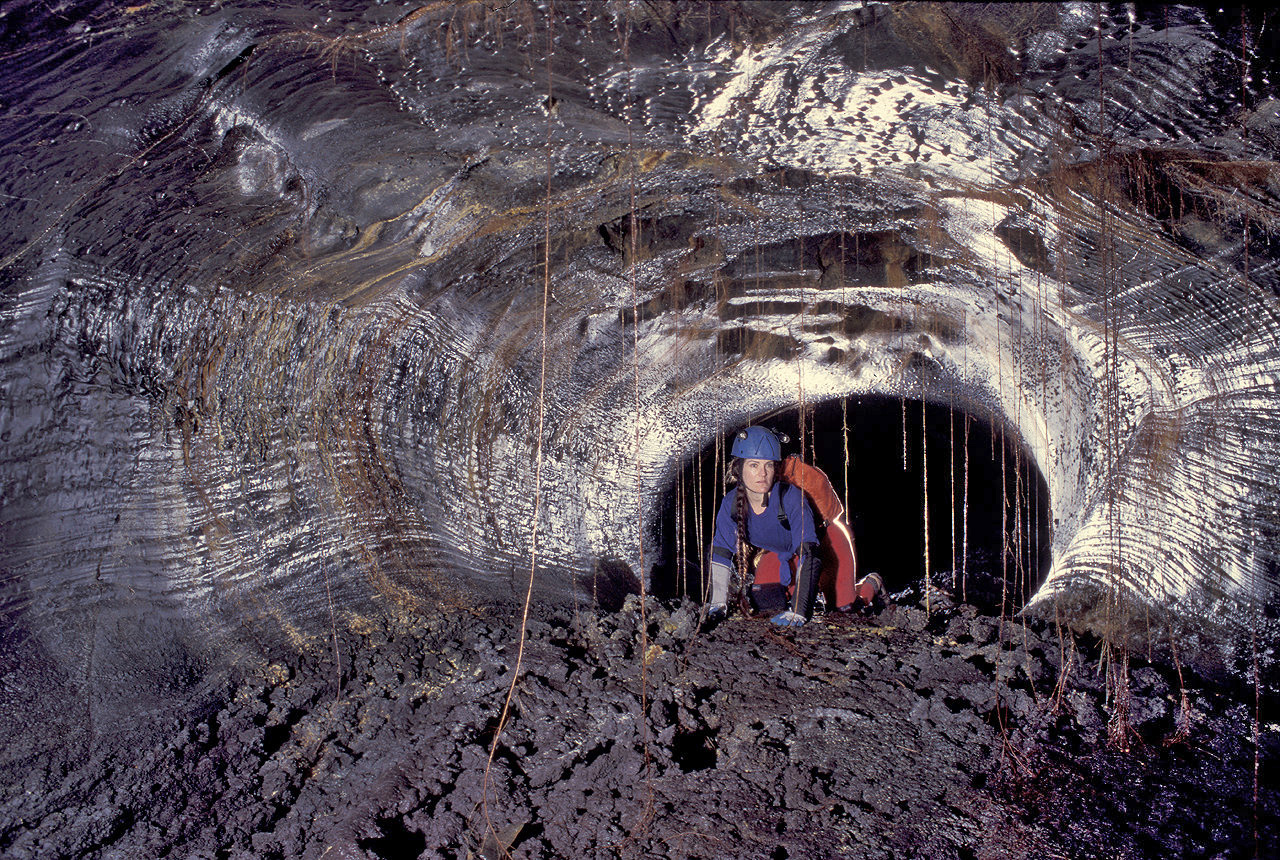
Лавовий тунель. Гаваї

Лавові тунелі — геологічний термін для підземного утворення застиглої лави, канали, які утворюються при нерівномірному охолодженні лави, що стікає зі схилів вулкана .

## Загальний опис
Лавові тунелі — порожнини в лавових потоках, витягнуті у вигляді коридорів. Спостерігаються переважно в потоках хвилястої лави, де вони досягають довжини багатьох сотень метрів при ширині до 20 м і висоті до 5 м (Етна). Найдовші тунелі (до 1500 м) були знайдені в Каліфорнії (гора Шеста) і в Ісландії (вулкан Шуртошелліра). Стеля та ґрунт їх зазвичай покриті сталактито- і сталагмітоподібними лавовими утвореннями. Деякі дослідники вважають, що поховані тунелі лави можуть знову заповнюватися рідкою лавою з каналу вулкана і живити паразитичні вулкани (Етна, Мауна-Лоа та Везувій). Утворюються в результаті переривчастого руху лави по похилій, з уступами, поверхні під застиглою кіркою верхньої частини потоку рідкої, рухомої лави, бідної газами.
Поверхневі шари лави через контакт з повітрям, який набагато холодніше самої лави, остигають швидше і стають монолітними, утворюючи тверду кірку. Вона створює теплову ізоляцію для внутрішніх шарів, які залишаються гарячими і текучими. У результаті ближче до центру лавової трубки потік лави ще тече, навіть коли верхні шари охололи. У міру подальшого охолодження лави товщина цієї кірки збільшується, уповільнюючи швидкість остигання лави всередині лавової трубки. І навіть коли джерело лави вичерпується, вміст трубки продовжує сповзати вниз під ухил, залишаючи за собою порожнечі, які й називають лавовими трубками. Виходячи з трубки, лава залишає за собою відкритий прохід на одному з її кінців.

### Лавові тунелі на Гаваях

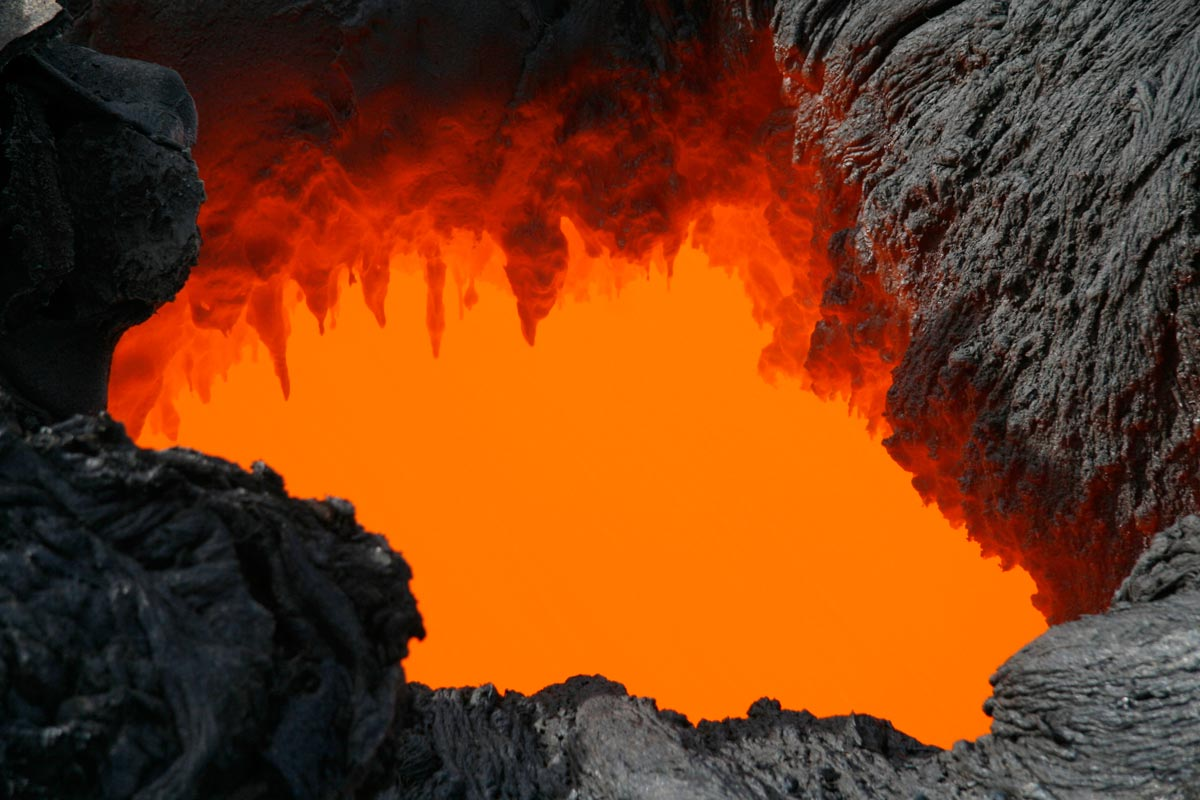
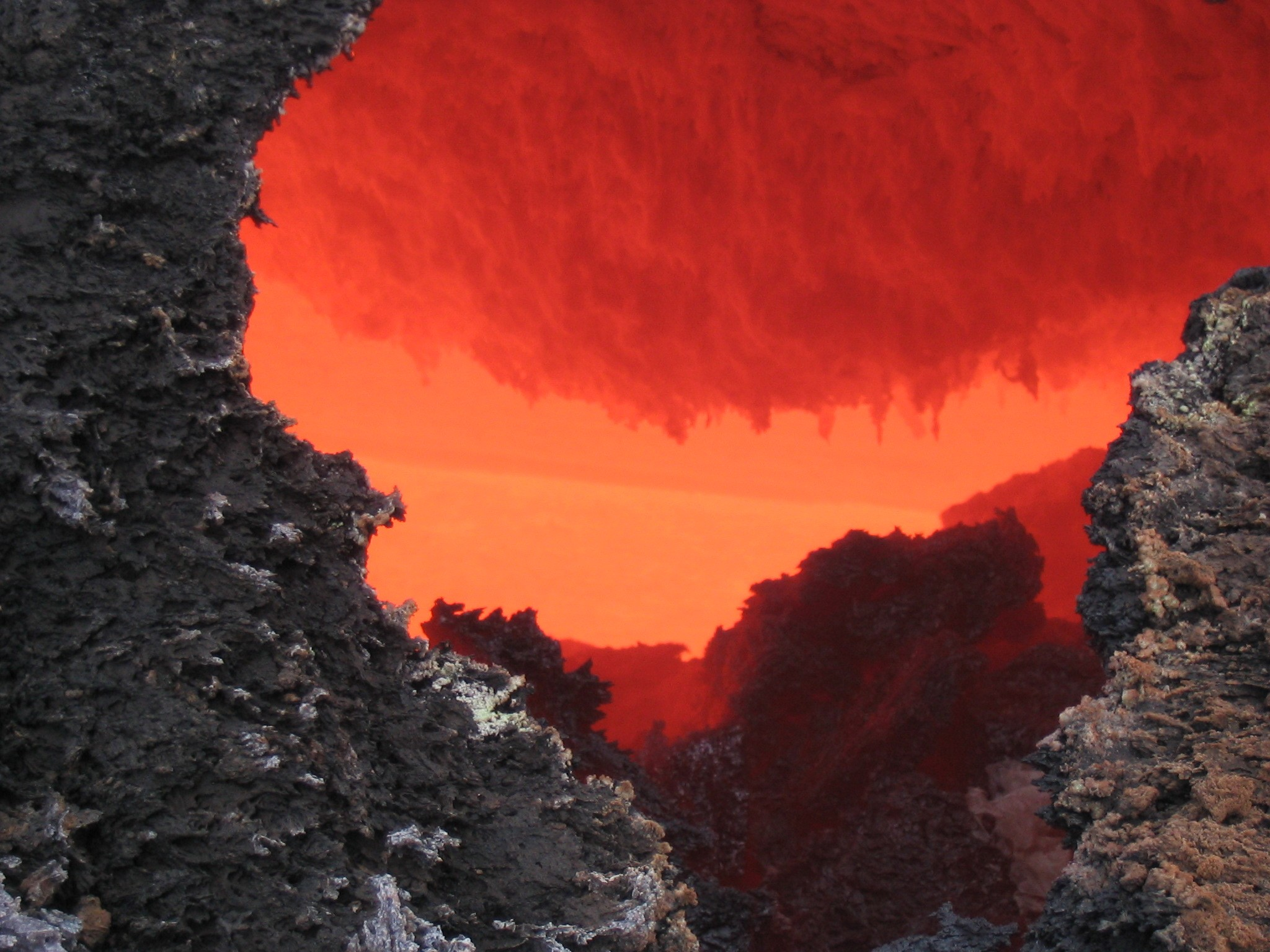